# Kronos (Zeitschrift)

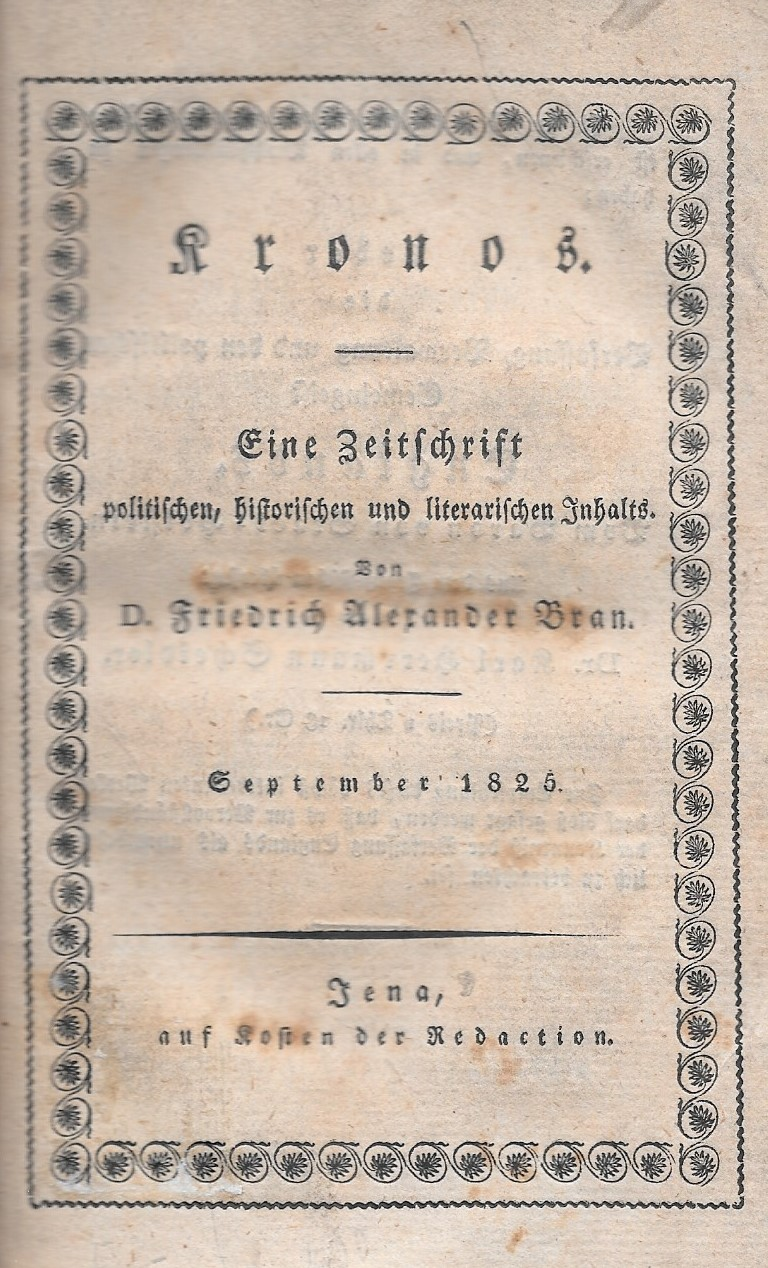
Titelblatt der September-Ausgabe des Jahres 1825

Die Zeitschrift Kronos war eine liberale Monatsschrift, die von Friedrich Alexander Bran 1813 in Prag gegründet wurde. Schon wenige Jahre nach Gründung der Zeitschrift wurde die eigenständige redaktionelle eingestellt und die dann veröffentlichten Monatshefte waren druckidentisch mit den Ausgaben der Zeitschrift Minerva, die ebenfalls von Bran herausgegeben wurde.

## Geschichte und Inhalt
Nach seiner Flucht aus Hamburg startete Bran in Prag ein neues Projekt. Er nannte die neue Zeitschrift Kronos mit dem Untertitel Eine Zeitschrift politischen, historischen und literarischen Inhalts. Damit verfolgte er mit dieser Zeitschriftenreihe einen ähnlichen journalistischen Ansatz wie mit der Zeitschrift Minerva. „Kronos ist“, so schrieb das Mitteilungsblatt Göttingische gelehrte Anzeigen 1813, „eine Frucht seiner (Brans) dortigen nützlich angewandten Muße“. Die Zeitschrift „gewann“, nach Einschätzung von Heinrich Luden, „in den kaiserlich-österreichischen Ländern schnell ein großes Publicum“.
Im Jahr 1813 verließ Bran Böhmen und die Stadt Prag und gegen Ende des Jahres 1813 wurde die Zeitschrift Kronos in Leipzig veröffentlicht. 1816 wurde dann Jena Verlagsort. Die Hefte erschienen monatlich im heutigen Taschenbuchformat und wurden quartalsweise zu einem Band mit Register und besonderem Titel zusammengefasst. Einzelnen Ausgaben wurde ein ganzseitiges Frontispiz beigegeben. Die Einzelbände hatte damit einen Umfang von ca. 500 Seiten. Die Zeitschrift erschien von Anbeginn in keinem Verlagshaus, sondern „auf Kosten der Redaction und in Commission bey Calve“.
Im Mittelpunkt vieler Kronos-Ausgaben stand der Abdruck von Originalaufsätzen mit historischen bzw. zeitpolitischen Themen, wie dies schon in der Zeitschrift Minerva der Fall war. Dabei wurden die einzelnen Artikel des Kronos fast durchgängig ohne Autorennennung bzw. nur mit einem Autorenkürzel veröffentlicht. Entsprechen dem Geschmack der Zeit erschienen einzelne Darstellungen in Fortsetzungsform, verteilt auf zwei oder drei Hefte. Einen großen Raum nahmen in der Zeitschrift die Beschäftigung mit Frankreich und die verschiedensten Aspekte des napoleonischen Zeitalters ein. Am Ende der einzelnen Quartalsbände befanden sich in den Anfangsjahren die „literarische Notizen“ mit Rezensionen von Buchneuerscheinungen und Kommentierungen aktueller Geschehnisse durch die Redaktion. Die ansonsten sehr kritikfreudige Leipziger Literatur-Zeitung äußert sich im Februar 1813 positiv über den Kronos und empfiehlt diese neue Zeitschrift ihren Lesern, aufgrund der „Mannigfaltigkeit der Aufsätze, durch belehrende Zusammenstellungen der polit. Ereignisse, bloss im einfache erzählenden Vortrag, und durch unterhaltende Nachrichten“.
Nach Brans Tod im Jahr 1831 wurde die Zeitschrift von seinem Sohn Friedrich (Johann Carl) fortgeführt. 